# Шане (Нијевр)
Шане (фр. Chasnay) насеље је и општина у источном делу централне Француске у региону Бургоња, у департману Нијевр која припада префектури Кон Кур сир Лоар.
По подацима из 2011. године у општини је живело 109 становника, а густина насељености је износила 9,27 становника/km². Општина се простире на површини од 11,76 km². Налази се на средњој надморској висини од 270 метара (максималној 350 m, а минималној 189 m).

## Демографија
| 1962. | 1968. | 1975. | 1982. | 1990. | 1999. | 2011. |
| ----- | ----- | ----- | ----- | ----- | ----- | ----- |
| 186   | 188   | 141   | 136   | 142   | 133   | 109   |

График промене броја становника у току последњих година